# Béres György
Béres György (Makó, 1928. január 27. –) magyar karnagy, egyetemi tanár, plébános.

## Életpályája
1946-ban érettségizett a József Attila Gimnáziumban. 1951-ben pappá szentelték. Két évig káplánként dolgozott, majd a kőbányai Szent László templom kántora és karnagya volt. 1953–1956 között Harmat Artúrnál, Bárdos Lajosnál, Werner Alajosnál és Gergely Ferencnél magánúton végezte el zenei tanulmányait. 1954–1956 között az Esztergomi Szemináriumban gregoriánt és liturgikát tanított, valamint az Esztergomi Bazilika kórusát vezette. 1956-ban elhagyta Magyarországot; Ausztriába ment. 1957–1961 között a Bécsi Zeneakadémia egyházzenei tanszakán végzett; művész oklevelet kapott. 1963-ban kutatott a tanzánai luguru törzsnél; 450 felvételt archivált. 1965–1979 között a Bécsi Egyházkerület segédlelkésze volt. 1971–1973 között a bécsi egyetem teológiai fakultásának posztgraduális képzésében vett részt. 1972-től scholát vezetett a Német Lovagrend templomában. 1978–1994 között Németországban (1984-ig Dom Eugene Cardine vezetésével) egy kutatócsoportban dolgozott a gregorián mise propriumának restituálásán. 1979-ben plébános lett Bécsben. 1982–1992 között a Salzburgi Mozarteum egyházzenei tanszakán liturgiát, gregoriánt és német liturgikus éneket tanított. 1985-ben a Magyar Tudományos Akadémia Zenetudományi Intézetében Magyarországon elsőként ismertette a gregorián szemiológia tudományát. 1988-tól a budapesti Kántortovábbképző és Egyházkarnagyképző keretében oktatja a szemiológiát. 1990–2014 között a Gregorián Társaság tagja és választott elnöke volt. 1991-től Kecskeméten is tanfolyamokat tart. 1994-ben megalapította a Schola Gregoriana Budapestiensis-t, melynek karvezetője. 1995-ben megalapította a Schola Gregoriana Bratislavensist. 1996-tól a Pozsonyi Zeneművészeti Főiskolán és a nagyszombati egyetem Pozsonyba kihelyezett teológiai intézetében oktat gregoriánt. 1998-ban, 2002-ben, 2005-ben, 2008-ban és 2011-ben Nemzetközi Gregorián Fesztivált szervezett Vácott.
Tanított és scholát vezetett Pozsonyban és Budapesten is. Az Arezzoi Nemzetközi Kórusverseny gyakran meghívott zsűritagja volt. A Váci Nemzetközi Gregorián Fesztiválok életre hívója, főrendezője és művészeti vezetője.

## Díjai
- Pro Cultura Christiana (2007)[1]
- Makó Városért Emlékérme (2011)
- Makó város díszpolgára (2017)